# Calloserica poggii
Calloserica poggii är en skalbaggsart som beskrevs av Ahrens 1995. Calloserica poggii ingår i släktet Calloserica och familjen Melolonthidae. Inga underarter finns listade.